# Banco BIC Português
Die Euro Bic (Eigenschreibweise EuroBIC) (vor Juli 2017 Banco BIC Português, S.A. (BIC)) ist eine angolanische Privatbank in Portugal. Nicht zu verwechseln mit der portugiesischen Bank Banco BIG.
Als Banco Internacional de Crédito wurde sie 1986 als 100-prozentige Tochtergesellschaft der portugiesischen Handelsbank Banco Espírito Santo mit Sitz in Lissabon gegründet. Nach der Etablierung einer Filialbank im Jahr 2005 unter dem Namen Banco BIC Angola, die ausschließlich mit angolanischem Kapital ausgestattet wurde, firmierte das Unternehmen fortan in Portugal ab Mai 2008 als Banco BIC Português und ist heute die erste und einzige angolanische Bank auf portugiesischem Boden. Der Sitz der Bank ist in der Rua Mouzinho da Silveira, 11-19, nahe der Praça Marquês de Pombal.

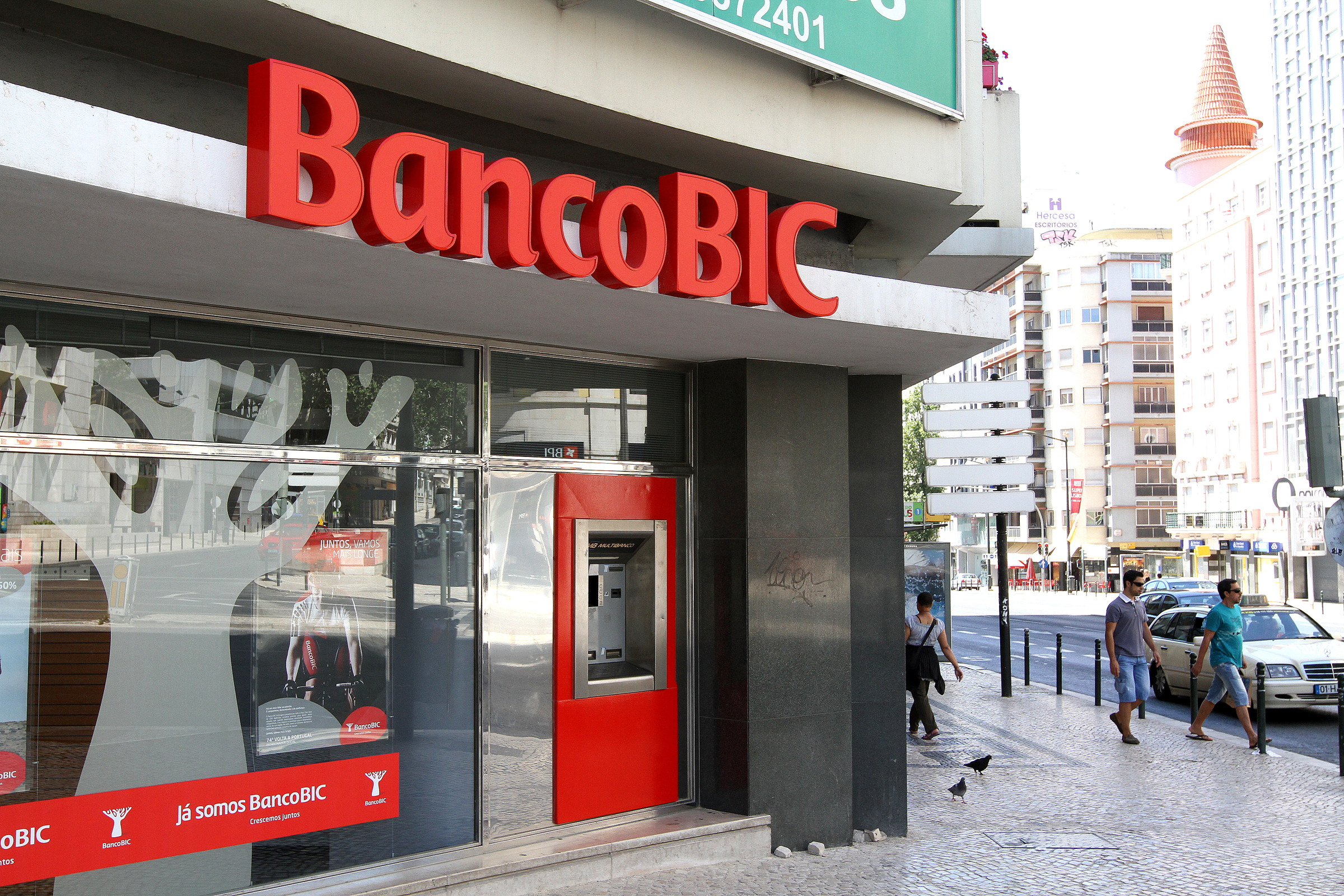
Eine ehemalige Filiale der BPN, jetzt Banco BIC Português in Lissabon, Saldanha.

BIC Portugal und BIC Angola haben eine identische Gesellschafterstruktur, in denen der portugiesische Geschäftsmann Américo Amorim über sein Unternehmen mit 25 Prozent beteiligt ist. BIC Portugal sieht seine Tätigkeit in der Unterstützung angolanischer Geschäftsleute, die vom „Brückenkopf“ Portugal weiter Richtung Europa expandieren wollen. Des Weiteren sollen das Management angolanischer Finanzanlagen auf dem europäischen Kontinent sowie die Finanzvermittlung der Cashflows zwischen Angola und Portugal bei der Bank konzentriert werden.
Das Unternehmen arbeitet mit Schwerpunkt Hypothekenkredite und bietet Unternehmen verschiedene Finanzprodukte und -dienstleistungen für Immobilienprojekte in Angola an. Dazu gehören Bewertung, Vermarktung und dem Verkauf dieser Projekte. Die BIC bietet auf dem boomenden angolanischen Häuser- und Wohnungsmarkt Hypothekendarlehen, Baudarlehen, Finanzierungsleasing für Geräte- und Immobilienwirtschaft, Lebensversicherungen und sonstige Versicherungen. Zu den Kunden zählen Privatpersonen sowie mittlere und große Unternehmen. 
Im März 2012 hat Banco BIC die Banco Português de Negócios (BPN) für 40 Millionen Euro gekauft.

## Isabel dos Santos
Der angolanischen Präsidententochter Isabel dos Santos gehörten 42,5 Prozent der Bank. Der frühere portugiesische Finanzminister war Exekutivchef des Geldinstituts EuroBic. Nachdem die angolanische Staatsanwaltschaft im Winter 2019/2020 Ermittlungen gegen dos Santos eingeleitet hatte, erklärte diese, sie wolle ihren Anteil an der Bank nun verkaufen. Die portugiesische Zentralbank wurde durch die Luanda Leaks aufgeschreckt (NZZ) und forderte von der Banco BIC Nachweise, inwieweit die Bank ihre Pflichten im Kampf gegen Geldwäsche erfüllt habe. Im Januar 2020 stellte die Bank ihre geschäftlichen Beziehungen zu der Grossaktionärin und ihren Unternehmen ein.
Nuno Ribeiro da Cunha, Direktor für das Private Banking der EuroBic wurde am 25. Januar 2020 tot in seiner Garage gefunden. Die portuisische Polizei ging von Suizid aus. Die angolanische Staatsanwaltschaft hatte auch gegen ihn im Zusammenhang mit dos Santos ermittelt.